# Fußball-Europameisterschaft der Frauen 1993/Finalrunde
Resultate der Finalrunde der Fußball-Europameisterschaft der Frauen 1993:

## Halbfinale

### Norwegen – Dänemark 1:0 (0:0)
| Norwegen                                     | Norwegen | Dänemark | Dänemark |
| -------------------------------------------- | --- | --- | -------- |
| Norwegen                                     | \| 29. Juni 1993[1][2] in Santa Sofia (Sportilia) \| \| Zuschauer: 1.000 \| \| Schiedsrichter: Plarent Kotherja ( Albanien) \| | \| 29. Juni 1993[1][2] in Santa Sofia (Sportilia) \| \| Zuschauer: 1.000 \| \| Schiedsrichter: Plarent Kotherja ( Albanien) \| | Dänemark |
| Norwegen                                     | Reidun Seth – Katrine Nysveen, Cathrine Zaborowski, Nina Nymark Andersen, Gro Espeseth, Agnete Carlsen, Linda Medalen, Heidi Støre, Anne Nymark Andersen, Ann Kristin Aarønes (79. Kristin Sandberg), Birthe Hegstad (39. Hege Riise) Cheftrainer: Even Pellerud | Helle Bjerregaard, Susan Mackensie , Bonny Madsen, Hanne Nissen, Lotte Bagge (67. Janne Rasmussen), Rikke Brink, Marianne Jensen (61. Lisbet Kolding), Karina Sefron, Helle Jensen, Irene Stelling, Annette Thychosen Cheftrainer: Keld Gantzhorn | Dänemark |
| Norwegen                                     | 1:0 Anne Nymark Andersen (65.) | | Dänemark |
| Norwegen                                     | Karin Sefron (76.) | | Dänemark |
| 29. Juni 1993 in Santa Sofia (Sportilia)     | | |          |
| Zuschauer: 1.000                             | | |          |
| Schiedsrichter: Plarent Kotherja ( Albanien) | | |          |

### Italien – Deutschland 1:1 n.V. (1:1, 0:0), 4:3 i.E.
| Italien                                     | Italien | Deutschland | Deutschland |
| ------------------------------------------- | --- | --- | ----------- |
| Italien                                     | \| 30. Juni 1993[3] in Rimini (Stadio Romeo Neri) \| \| Zuschauer: 3.000 \| \| Schiedsrichter: Anders Frisk ( Schweden) \| | \| 30. Juni 1993[3] in Rimini (Stadio Romeo Neri) \| \| Zuschauer: 3.000 \| \| Schiedsrichter: Anders Frisk ( Schweden) \| | Deutschland |
| Italien                                     | Giorgia Brenzan – Emma Iozzelli, Elisabetta Bavagnoli (71. Rita Guarino), Marina Cordenons, Raffaella Salmaso, Feriana Ferraguzzi, Rosa Ciardi, Maria Mariotti (55. Dolores Prestifilippo), Silvia Fiorini, Adele Marsiletti, Carolina Morace Cheftrainer: Sergio Guenza | Manuela Goller – Doris Fitschen, Dagmar Pohlmann, Anouschka Bernhard, Birgitt Austermühl, Jutta Nardenbach – Bettina Wiegmann, Heidi Mohr, Silvia Neid – Katja Bornschein (50. Britta Unsleber), Maren Meinert (76. Gudrun Gottschlich) Cheftrainer: Gero Bisanz | Deutschland |
| Italien                                     | 1:1 Morace (64.) | 0:1 Mohr (57.) | Deutschland |
| Italien                                     | Elfmeterschießen | | Deutschland |
| Italien                                     | 1:1 Marsiletti 2:2 Salmaso 3:3 Ferraguzzi 4:3 Iozzelli | 0:1 Wiegmann 1:2 Austermühl 2:3 Pohlmann unbekannt | Deutschland |
| Italien                                     | Mariotti (41.), Fiorini (49.) | Neid (40.) | Deutschland |
| Italien                                     | Nardenbach (93.) | | Deutschland |
| 30. Juni 1993 in Rimini (Stadio Romeo Neri) | | |             |
| Zuschauer: 3.000                            | | |             |
| Schiedsrichter: Anders Frisk ( Schweden)    | | |             |

## Spiel um Platz 3

### Dänemark – Deutschland 3:1 (3:1)
| Dänemark                                            | Dänemark | Deutschland | Deutschland |
| --------------------------------------------------- | --- | --- | ----------- |
| Dänemark                                            | \| 3. Juli 1993[4][5] in Cesenatico (Stadio Alfiero Moretti) \| \| Zuschauer: 500 \| \| Schiedsrichter: Dick Jol ( Niederlande) \| | \| 3. Juli 1993[4][5] in Cesenatico (Stadio Alfiero Moretti) \| \| Zuschauer: 500 \| \| Schiedsrichter: Dick Jol ( Niederlande) \| | Deutschland |
| Dänemark                                            | Helle Bjerregaard – Bonny Madsen, Karina Sefron, Irene Stelling – Lisbet Kolding, Rikke Holm, Lotte Bagge, Susan Mackensie – Hanne Nissen, Helle Jensen (67. Marianne Jensen), Annette Thychosen (56. Janne Rasmussen) Cheftrainer: Keld Gantzhorn | Silke Rottenberg – Doris Fitschen, Birgitt Austermühl, Anouschka Bernhard, Dagmar Pohlmann (41. Britta Unsleber), Jutta Nardenbach – Bettina Wiegmann, Silvia Neid , Maren Meinert – Katja Bornschein (61. Steffi Jones), Heidi Mohr Cheftrainer: Gero Bisanz | Deutschland |
| Dänemark                                            | 1:0 Mackensie (10.) 2:1 Nissen (35.) 3:1 Mackensie (43.) | 1:1 Meinert (31.) | Deutschland |
| Dänemark                                            | Holm (31.) | | Deutschland |
| 3. Juli 1993 in Cesenatico (Stadio Alfiero Moretti) | | |             |
| Zuschauer: 500                                      | | |             |
| Schiedsrichter: Dick Jol ( Niederlande)             | | |             |

## Finale

### Italien – Norwegen 0:1 (0:0)
| Italien                                      | Italien | Norwegen | Norwegen |
| -------------------------------------------- | --- | --- | -------- |
| Italien                                      | \| 4. Juli 1993[6][7] in Cesena (Stadio Dino Manuzzi) \| \| Zuschauer: 7.000 \| \| Schiedsrichter: Alfred Wieser ( Österreich) \| | \| 4. Juli 1993[6][7] in Cesena (Stadio Dino Manuzzi) \| \| Zuschauer: 7.000 \| \| Schiedsrichter: Alfred Wieser ( Österreich) \| | Norwegen |
| Italien                                      | Giorgia Brenzan – Raffaella Salmaso (55. Prestifillipo), Adele Marsiletti, Emma Iozzelli, Marina Cordenons, Federica D’Astolfo, Elisabetta Bavagnoli, Rosa Ciardi (75. Rita Guarino), Carolina Morace , Feriana Ferraguzzi, Maria Mariotti Cheftrainer: Sergio Guenza | Reidun Seth – Katrine Nysveen, Nina Nymark Andersen, Cathrine Zaborowski, Gro Espeseth, Hege Riise, Heidi Støre , Agnete Carlsen, Anne Nymark Andersen, Ann Kristin Aarønes (41. Birthe Hegstad), Linda Medalen (79. Kristin Sandberg) Cheftrainer: Even Pellerud | Norwegen |
| Italien                                      | 0:1 Birthe Hegstad (75.) | | Norwegen |
| Italien                                      | D’Astolfo (41.), Salmaso (54.) | Hegstad (67.) | Norwegen |
| 4. Juli 1993 in Cesena (Stadio Dino Manuzzi) | | |          |
| Zuschauer: 7.000                             | | |          |
| Schiedsrichter: Alfred Wieser ( Österreich)  | | |          |